# 小微孔草
小微孔草（学名：Microula younghusbandii）为紫草科微孔草属的植物，是中国的特有植物。分布在中国大陆的四川、云南、青海、西藏等地，生长于海拔3,000米至4,200米的地区，多生长于沟边、高山草地以及灌丛中，目前尚未由人工引种栽培。